# Vodní elektrárna Mostar

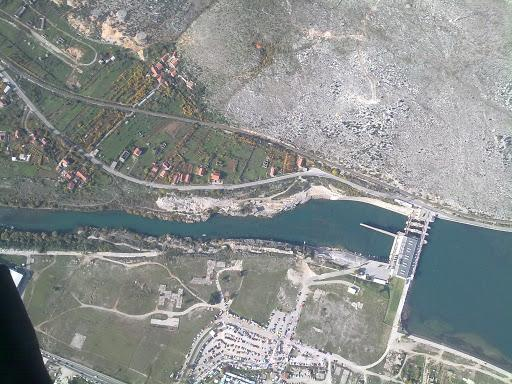
Pohled na elektrárnu z ptačí perspektivy.

Vodní elektrárna Mostar (chorvatsky Hidroelektrana Mostar) se nachází na řece Neretvě v Bosně a Hercegovině, v blízkosti stenojmenného města, u vesnice Vrapčići.
Elektrárna byla postavena historicky jako poslední na řece Neretvě, ačkoliv byla projektována již v roce 1953. Stavební práce na hrázi byly zahájeny v roce 1983 a dokončeny roku 1987. Během války v Bosně a Hercegovině byla elektrárenská část stavby poškozená, musela být obnovena a dána do provozu roku 1997. V elektrárně jsou instalovány tři agregátory, použity jsou kaplanovy turbíny. Výrobcem zařízení byla slovinská společnost Litostroj.